# ترام روان القديم
ترام روان القديم هو ترام تم بناءه بعد حرب 1870-1871 وبدأ استعماله سنة 1877. في فترة التطور الصناعي والديمغرافي تلك، فأن وسائل النقل المجرورة بالدواب كالحافلات الصغيرة والعربات، التي بدأ استعمالها في أواخر القرن الثامن عشر ثم دعمت تدريجيا، لم تكن كافية.
لذلك تبنت المجالس المحلية هذا النوع الجديد من وسائل النقل، التي تم اختراعها في الولايات المتحدة الأمريكية سنة 1832. في البداية كانت مجرورة بالدواب وتعمل بالمحركات البخارية. تمت كهربة الترام عام 1896. وسعت في ما بعد الشبكة لتشمل مختلف أحياء وسط المدينة في الضفة اليمنة لنهر السين لتصل لبلديات الصعيد الشمالي، مرتفعات بونسيكور شرقا، وادي كالاي غربا حتى يبلغ النهر جنوبا والفوبورغس والضواحي الصناعية على الضفة اليسرى.
كان تغطي شبكة ترام روان مسافة 70 كيلومتر، أي أطول شبكة قطار كهربائي في فرنسا في الحقبة الجميلة لفرنسا، مساهما في نجاحات المدينة التي خلدت في تاريخها: العرض الوطني سنة 1896، ألفية النورماند سنة 1911.
حتى في عشرينيات القرن العشرين ومع التطور الطفيف في الحركة، استكمل تطوير الشبكة وأنهى التنافس بين وسائل التنقل الحضري في المدينية احتكار هذا القطار للسوق. إذا أن ظهور الحافلات والحافلات ذات الطابقين إضافة لأزمة الثلاثينات وخاصة الحرب العالمية الثانية التي دمرت مدن النورماند ألت إلى زوال القطار. حيث كانت أخر رحلاته سنة 1953، بعد 76 عاما من العمل. انطلاقا من سنة 1994، بدأ استعمال الترام الجديد في عاصمة النورماند.

## بدايات الترام

### الحصان أم المحرك البخاري؟
بعد انخراطها في المجال الملكي الفرنسي وبعد غزو فيليب أوغست للنورماند، أصبحت روان واحد من أكبر مدن المملكة تحت النظام القديم. في القرن التاسع عشر، وخلافا للأنشطة التقليدية كالخياطة والفروسية، ظهرت صناعات جديدة كالكيمياء، صناعة الورق والملاحة في نهر السين، الذي مثل للبارسيين منذ القرون الوسطى طريقه نحو البحر. إذ قال نابيليون: «تمثل باريس، روان والهافر نفس المدينة حيث أن نهر السين هو أحد أنهجها الكبيرة». كانت روان رفقت أورليان أول التجمعات السكنية الكبرى التي يتم ربطها بالسكك الحديدية مع باريس وكان ذلك يوم 3 ماي 1843. التطور الاقتصادي، الذي كان مرتبط بالثورة الصناعية الأولى تحت الامبراطوية الثانية، وارتفاع عدد السكان أجبر السلطات البلدية لمدينة روان، بعد حرب 1870-1871، لتطوير وسائل التنقل داخل المدينة وأيضا بينها وبين ضفاف النهر.

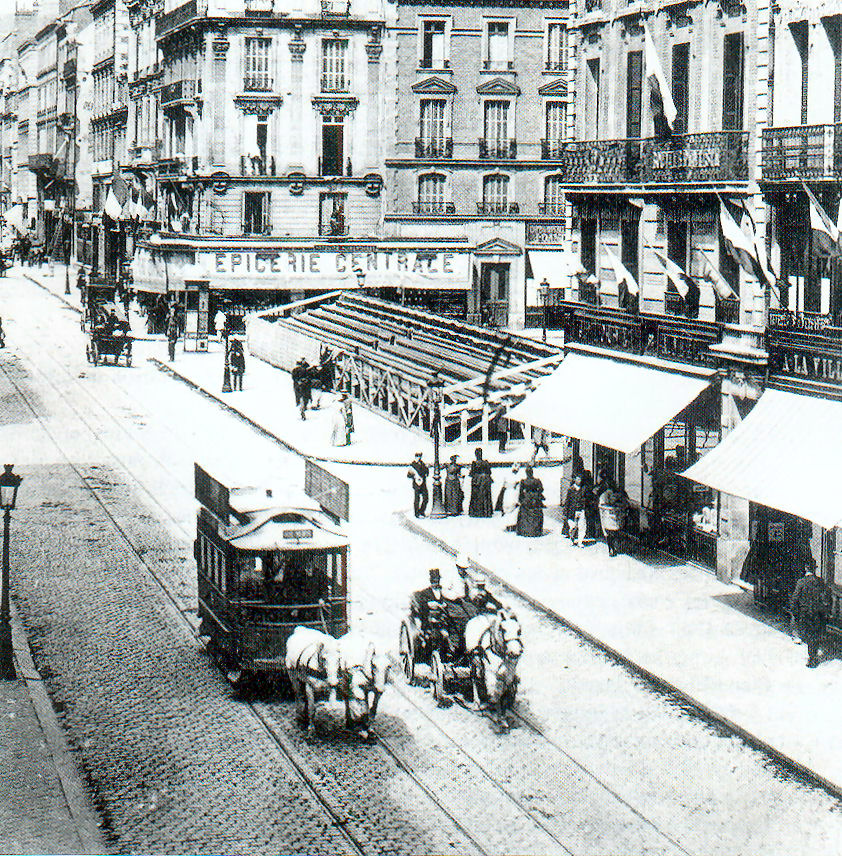
ترام مجرور بدابة في نهج جان دارك

الصحاري الحضارية، كانت دائما يتم ربطها بالعربات المجرورة أو خدمات الحافلات التي تعمل خاصة على الخطوط الأكثر استعمالا، وهي الي لم تكن كافية لتغطية التنقلات داخل المدينة التي كانت تمسح وقتها رفقت فوربورغس أكثر من 170 ألف ساكن. أقامت المجالس المحلية بين سنتي 1873 و1875 جملة من الدراسات حول مجموعة من الخطوط الحديدية التي تربح بين التجمعات السكنية الكبرى في روان. وتم الإمضاء على القرار يوم 5 ماي 1876 وأعلنوا عن الانطلاق في أشغال خط عادي وتسعة خطوط أخرى يتم جرها بالأحصنة لتطوير 27500 متر وهي التالية:
- الخط 1: جسر بيار-ماروم (نصف القمر)، عبر حدود الهافر والطريق الوطني 14 (6600 متر).
- الخط 2: نزل المدينة-دارنتال، عبر قصر سانت هيلاري (3500 متر).
- الخط 3: نزل المدينة- سوتيفيل-ليروان (كاتر مار)، عبر جسر بيار وبلدية سوتفيل (4800 متر).
- الخط 4: جسر بيار-لوبيتي-كافالي (ملتو)، عبر كنيسة سانت-سافر (3300 متر)
- الخط 5: نزل المدينة - حدائق دي بلانت، عبر جسر بيار وكنيسة (2900 متر)
- الخط 6: جسر بيار- محطة نهج فارت، عبر رصيف أنهج جون دارك وارنست لوري (1700 متر)
- الخط 7: جسر بيار - قصر سانت-هيلاري، عبر الطريق المشجر نيترير ومارتانفيل (1500 متر).
- الخط 8: نزل المدينة-رصيف مونت-ريبوديت، عبر نزل المدينة، القصر والطريق المشجر كوشواز (1600 متر).
- الخط 9: رصيف مونت-ريبودت-محطة نهج فارت، عبر الطريق المشجر كوشواز، نهج كروزن، السوق القديم، أنهج رولون، جون دارك وارنسيت ليروي (1600 متر).